# Maryland Lottery
Лотерея Меріленду (англ. Maryland Lottery) — це урядова установа в штаті Меріленд. Вона пропонує ігри: Mega Millions, Powerball, Multi-Match, Keno, Bonus Match 5 та численні типи скретч-карток. Штаб-квартира розташована в Suite 330 на бульварі Вашингтон 1800, в бізнес-парку Монтгомері, Балтімор. Мінімальний вік для придбання лотерейних квитків у Меріленді — 18 років; для відеолотереї мінімум — 21.
Виграшні номери лотереї в Меріленді показують на Балтіморському телеканалі WBAL-TV. Найбільший виграш джекпоту Mega Millions у штаті отримали за розіграшем 30 березня 2012 року, який став найбільшим на той час джек-потом у світі, приблизно 656 млн $. Квиток 7-Eleven, проданий в окрузі Балтімор, виграв третину джекпота. (Інші квитки продавались в Іллінойсі та Канзасі .Як і у випадку з двома іншими наборами переможців у цьому розіграші, власник квитків обрав разовий платіж, а не 26 річних виплат.

## Історія
1972 року громадяни штату Меріленд схвалили конституційну поправку, щоб запровадити урядову лотерею. Перший розіграш відьувся 2 січня 1973 р. Приблизно 60 % виручки повертається гравцям, 30 % використовується для програм, що фінансуються державою, 7 % використовується для виплати комісійних роздрібним торговцям, а 3 % йде на операційні витрати. Перша гра Twin Win надійшла в продаж 15 травня 1973 р. Скретч-картки, які зараз є найбільш продаваною грою в штаті, з'явились 10 лютого 1976 р. Pick 3 був введений в липні 1976 р. У квітні 1983 року розпочався розіграш Pick 4. Keno почав роботу в січні 1993 року. У вересні 1995 р. штат Меріленд представив Bonus Match 5. (у 1998—2002 роках лотерея не випускалась). 1996 року Меріленд брав участь у запуску «Великої гри», яка 2002 року отримала назву Mega Millions. У березні 2012 року гравець штату Меріленд виграв третину найбільшого на той час джек-поту в історії США — 656 млн $. У листопаді 2005 року лотерея Меріленда підписала угоду з Scientific Games на 81 млн $. В результаті з'явились ставки на перегони Racetrax, перший забіг пройшов у серпні 2006 р. У січні 2010 року штат приєднався до лотереї Powerball.
2007 року уряд штату ухвалив законопроєкт, що дозволяє роботу 15 тис. терміналів для відеолотерей у п'яти місцях. 2008 виборці на референдумі затвердили відкриття першого казино, його було відкрито 2010 року.

## Комісія з контролю за іграми
Комісія з управління лотереями та іграми в Меріленді виконує функції дорадчої ради Агентства з управління лотереями та іграми в штату. До складу Комісії входять сім членів, яких губернатор призначає на чотирирічні терміни за згодою Сенату. У листопаді 2008 року Комісія отримала обов'язки щодо регулювання роботи терміналів відео-лотерей (ігрових автоматів) у штаті Меріленд.

### Члени комісії
- Кімберлі Робертсон Паннелл (голова)
- Дайан Л. Макграу (заступник голови)
- Ф. Вернон Бузер
- Джордж Л. Дотч
- Берт Дж. Хеш, молодший
- Е. Рендольф Маррінер
- Джон Мортон, III
- Джеймс Дж. Стейкем